# 마타라신
마타라신(일본어: 摩多羅神)은 밀교, 특히 천태종의 현지 귀명단에 있어서의 본존불로, 아미타경 및 염불의 수호신이라고도 한다.